# Billy Tipton
Billy Lee Tipton (* 29. Dezember 1914 in Oklahoma City, Oklahoma als Dorothy Lucille Tipton; † 21. Januar 1989) war ein US-amerikanischer Jazzpianist und -saxophonist.

## Leben
Billy Tipton wurde bei der Geburt das weibliche Geschlecht zugeordnet und bekam den Namen Dorothy Lucille Tipton. Um 1933 herum begann Tipton als Mann aufzutreten und wurde Mitglied einer Band in Kansas City.
Während der Weltwirtschaftskrise und des Zweiten Weltkriegs spielte Billy unter anderem mit den Bands von Jack Teagarden und Ross Carlyle. 1954 gründete Billy das Billy Tipton Trio mit dem Schlagzeuger Dick O’Neal und dem Bassisten Ron Kilde. Sie veröffentlichten 1957 zwei Alben auf Tops Records und spielten über zehn Jahre zusammen. „Kurz vor dem Durchbruch zu nationaler Bekanntheit“ lehnte Tipton jedoch Angebote für ein längerfristiges Engagement in Reno (Nevada) und für einen 5 Alben umfassenden Plattenvertrag ab – wie Ursel Schlicht vermutet, „um sein Geheimnis zu schützen“. Tipton ließ sich nun als Musikagent in Spokane nieder, trat dort jedoch bis 1970 weiterhin an Wochenenden mit seinem Trio auf.
Tipton war fünfmal verheiratet, das letzte Mal seit 1960 mit der Nachtclubtänzerin Kitty Oakes. Den Ehefrauen erzählte Billy von einem schweren Autounfall, der offene Rippenverletzungen, Genitalverstümmelung und Sterilität verursacht haben sollte. Billy adoptierte drei Jungen und war Pfadfinderführer. Nur Billys Ursprungsfamilie wusste von den weiblichen Anfängen.
Anfang 1989 litt Tipton an blutenden Geschwüren, weigerte sich jedoch, einen Arzt zu konsultieren. Alle Frauen, Söhne und Musikerkollegen gaben an, sie hätten nicht von der abweichenden Geschlechtszuordnung gewusst, bis der Bestatter die Familie über Tiptons typisch weibliche Anatomie aufklärte.
Über die Gründe für das geschlechtsvariante Verhalten hat Billy sich nie verbrieft geäußert. Billys Verhalten und Kleidung wurden aufgrund des Status als Künstler zumeist mehr oder weniger akzeptiert, obwohl Billy anfänglich gar nicht versuchte, als „echter“ Mann aufzutreten. Die Übernahme der Männerrolle gab Billy andererseits die Möglichkeit, als Jazzmusiker zu arbeiten, was für Frauen zur damaligen Zeit fast unmöglich war.

## Tribute
- 1991 wurde Billy von der Folkmusikerin Phranc der Song Tipton gewidmet.
- The Billy Tipton Memorial Saxophone Quartet ist eine 1989 gegründete, erfolgreiche US-amerikanische Frauen-Jazzband, die ihren Namen inzwischen auf The Tiptons Sax Quartet verkürzt hat.